# Cercopis numida
Cercopis numida är en insektsart som beskrevs av Guérin-Méneville 1844. Cercopis numida ingår i släktet Cercopis och familjen spottstritar. Inga underarter finns listade i Catalogue of Life.